# Renata González
Renata González (Chaparral, Tolima, 18 de noviembre de 1981) es una actriz, modelo y ex conejita Playboy colombiana.

## Filmografía
| Televisión   | Televisión                                  | Televisión                  | Televisión         | Televisión     | Televisión |
| Año          | Título                                      | Papel                       | Cadena             | Medio          |            |
| ------------ | ------------------------------------------- | --------------------------- | ------------------ | -------------- | ---------- |
| 2007-2008    | Pura sangre                                 | Marcela Carranza            | RCN Televisión     | Serie de TV    |            |
| 2010         | Mujeres al límite                           | Paola Samper                | Caracol Televisión | Serie de TV    |            |
| 2010-2011    | A corazón abierto                           | Virginia Castro             | RCN Televisión     | Serie de TV    |            |
| 2011         | A corazón abierto (México)                  | Deyanira                    |                    | Serie de TV    |            |
| 2012-2013    | Corazones blindados                         | Barbarella                  | RCN Televisión     | Serie de TV    |            |
| 2012         | Historias Clasificadas                      | Desconocido                 | RCN Televisión     | Serie de TV    |            |
| 2013-2014    | Mentiras Perfectas                          | Desconocido                 | Caracol Televisión | Serie de TV    |            |
| Presentadora |                                             |                             |                    | Serie de TV    |            |
| Año          | Título                                      | Papel                       | Cadena             | Medio          |            |
| 2005         | Magazine Telefutura                         | Presentadora                |                    | Programa de TV |            |
| 2006         | E-Latinmusic                                | Presentadora                | HtvLatinAmérica    | Programa de TV |            |
| Reality show |                                             |                             |                    |                |            |
| Año          | Título                                      | Papel                       | Cadena             | Medio          |            |
| 2003         | Conejita de Playboy                         | Ella misma                  |                    | Reality Show   |            |
| 2005         | La isla de los famosos: una aventura pirata | Ella misma (participante)   | RCN Televisión     | Reality Show   |            |
| Cine         |                                             |                             |                    |                |            |
| Año          | Título                                      | Título                      | Papel              | Papel          |            |
| 2008         | Puntos de Crisis                            | Puntos de Crisis            | Susana             | Susana         |            |
| 2009         | Un padre nuestro para Jonny                 | Un padre nuestro para Jonny | Marina             | Marina         |            |
| 2012         | El Paseo 2                                  | El Paseo 2                  | Desconocido        | Desconocido    |            |
| Teatro       |                                             |                             |                    |                |            |
| Año          | Título                                      | Título                      | Papel              | Papel          |            |
| 2009         | Infraganti                                  | Infraganti                  | Estefanía          | Estefanía      |            |
| 2011         | Casting                                     | Casting                     | Eulalia            | Eulalia        |            |